# حزب مصر العروبة الديمقراطي
حزب مصر العروبة الديمقراطي هو حزب سياسي في مصر أسسه سامي عنان. خطط الحزب لخوض الانتخابات البرلمانية المصرية عام 2015، كجزء من تحالف انتخابي. وأعلنت المفوضية العليا للانتخابات في 3 كانون الأول / ديسمبر 2014 أنها رفضت إنشاء الحزب وأحالت القضية إلى المحكمة الإدارية العليا للبت في وضعه. قبلت المحكمة الإدارية العليا استئناف الحزب في 28 يناير 2015 للسماح بتشكيل الحزب. ولم تفز بأي مقاعد في مجلس النواب في الانتخابات.